# Campionati del mondo di atletica leggera 2022 - Staffetta 4×400 metri mista
Le gare della staffetta 4×400 metri mista ai campionati del mondo di atletica leggera 2022 si sono svolte tra il 15 luglio all'Hayward Field di Eugene, negli Stati Uniti d'America.

## Podio
| Pos.    | Nazione                                                                                   | Tempo   |
| ------- | ----------------------------------------------------------------------------------------- | ------- |
| Oro     | Rep. Dominicana Lidio Andres Feliz, Marileidy Paulino, Alexander Ogando, Fiordaliza Cofil | 3'09"82 |
| Argento | Paesi Bassi Liemarvin Bonevacia, Lieke Klaver, Tony van Diepen, Femke Bol                 | 3'09"90 |
| Bronzo  | Stati Uniti Elija Godwin, Allyson Felix, Vernon Norwood, Kennedy Simon                    | 3'10"16 |

## Situazione pre-gara

### Record
Prima di questa competizione, il record del mondo (RM) e il record dei campionati (RC) erano i seguenti.
| Record                | Prestazione | Atleta                                                                    | Data                          | Competizione  |
| --------------------- | ----------- | ------------------------------------------------------------------------- | ----------------------------- | ------------- |
| Record mondiale       | 3'09"34     | Stati Uniti Wilbert London, Allyson Felix, Courtney Okolo, Michael Cherry | 29 settembre 2019 Doha, Qatar | Mondiali 2019 |
| Record dei campionati | 3'09"34     | Stati Uniti Wilbert London, Allyson Felix, Courtney Okolo, Michael Cherry | 29 settembre 2019 Doha, Qatar | Mondiali 2019 |

### Campioni in carica
I campioni in carica a livello mondiale e olimpico erano:
| Campione | Atleta | Prestazione | Data                           | Competizione         |
| -------- | --- | ----------- | ------------------------------ | -------------------- |
| Olimpico | Polonia Karol Zalewski, Natalia Kaczmarek, Justyna Święty-Ersetic, Kajetan Duszyński, Dariusz Kowaluk*, Iga Baumgart-Witan*, Małgorzata Hołub-Kowalik* | 3'09"87     | 31 luglio 2021 Tokyo, Giappone | Giochi olimpici 2021 |
| Mondiale | Stati Uniti Wilbert London, Allyson Felix, Courtney Okolo, Michael Cherry, Tyrell Richard*, Jessica Beard*, Jasmine Blocker*, Obi Igbokwe*             | 3'09"34     | 29 settembre 2019 Doha, Qatar  | Mondiali 2019        |

### La stagione
Prima di questa gara, gli atleti con le migliori tre prestazioni dell'anno erano:
| Pos. | Atleta  | Prestazione | Data                               |
| ---- | ------- | ----------- | ---------------------------------- |
| 1    | Nigeria | 3'15"58     | 26 giugno 2022 Benin City, Nigeria |
| 2    | Cuba    | 3'18"00     | 19 giugno 2022 L'Avana, Cuba       |
| 3    | Messico | 3'18"05     | 4 giugno 2022 Austin, Messico      |

## Risultati

### Batterie
Le batterie di qualificazione si sono tenute il 15 luglio 2022, suddivise in due turni, alle 11:45 e alle 11:56.
Le prime tre di ogni serie (Q) e i due tempi migliori tra le escluse (q) si qualificano alla finale.
| Pos. | Batteria | Corsia | Nazione         | Atleti                                                                            | Tempo   | Note                                     |
| ---- | -------- | ------ | --------------- | --------------------------------------------------------------------------------- | ------- | ---------------------------------------- |
| 1    | 1        | 4      | Stati Uniti     | Elija Godwin, Kennedy Simon, Vernon Norwood, Wadeline Jonathas                    | 3'11"75 | Q                                        |
| 2    | 1        | 7      | Paesi Bassi     | Liemarvin Bonevacia, Lieke Klaver, Tony van Diepen, Eveline Saalberg              | 3'12"63 | Q                                        |
| 3    | 2        | 1      | Rep. Dominicana | Lidio Andres Feliz, Fiordaliza Cofil, Alexander Ogando, Marileidy Paulino         | 3'13"22 | Q                                        |
| 4    | 1        | 2      | Polonia         | Kajetan Duszyński, Iga Baumgart-Witan, Karol Zalewski, Justyna Święty             | 3'13"70 | Q                                        |
| 5    | 2        | 4      | Irlanda         | Christopher O'Donnell, Sophie Becker, Jack Raftery, Rhasidat Adeleke              | 3'13"88 | q                                        |
| 6    | 1        | 5      | Italia          | Lorenzo Benati, Ayomide Folorunso, Brayan Lopez, Alice Mangione                   | 3'13"89 | q                                        |
| 7    | 2        | 3      | Giamaica        | Demish Gaye, Roneisha McGregor, Karayme Bartley, Tiffany James                    | 3'13"95 | Q                                        |
| 8    | 1        | 3      | Nigeria         | Samson Oghenewegba Nathaniel, Patience Okon George, Dubem Amene, Imaobong Nse Uko | 3'14"59 | q                                        |
| 9    | 1        | 8      | Gran Bretagna   | Joseph Brier, Zoey Clark, Alex Haydock-Wilson, Laviai Nielsen                     | 3'14"75 | Miglior prestazione personale stagionale |
| 10   | 1        | 1      | Belgio          | Alexander Doom, Camille Laus, Christian Iguacel, Helena Ponette                   | 3'16"01 | Miglior prestazione personale stagionale |
| 11   | 2        | 8      | Spagna          | Iñaki Cañal, Sara Gallego, Óscar Husillos, Eva Santidrián                         | 3'16"14 | Miglior prestazione personale stagionale |
| 12   | 2        | 2      | Germania        | Patrick Schneider, Corinna Schwab, Marvin Schlegel, Alica Schmidt                 | 3'16"80 | Miglior prestazione personale stagionale |
| 13   | 1        | 6      | Giappone        | Yuki Joseph Nakajima, Nanako Matsumoto, Ryuki Iwasaki, Mayu Kobayashi             | 3'17"31 | Miglior prestazione personale stagionale |
| 14   | 2        | 5      | Brasile         | Douglas Hernandes Mendes, Tiffani Marinho, Vitor Hugo de Miranda, Tabata Vitorino | 3'18"19 | Miglior prestazione personale stagionale |
| 15   | 2        | 6      | Bahamas         | Bradley Dormeus, Megan Moss, Alonzo Russell, Doneisha Anderson                    | 3'19"73 | Miglior prestazione personale stagionale |
| -    | 2        | 7      | Sudafrica       |                                                                                   | dns     |                                          |

### Finale
La finale si è svolta il 15 luglio 2022 alle ore 19:50.
| Pos.    | Corsia | Nazione         | Atleti                                                                            | Tempo   | Note                                                       |
| ------- | ------ | --------------- | --------------------------------------------------------------------------------- | ------- | ---------------------------------------------------------- |
| Oro     | 4      | Rep. Dominicana | Lidio Andres Feliz, Marileidy Paulino, Alexander Ogando, Fiordaliza Cofil         | 3'09"82 | Record nazionale · Miglior prestazione mondiale stagionale |
| Argento | 3      | Paesi Bassi     | Liemarvin Bonevacia, Lieke Klaver, Tony van Diepen, Femke Bol                     | 3'09"90 | Record nazionale                                           |
| Bronzo  | 6      | Stati Uniti     | Elija Godwin, Allyson Felix, Vernon Norwood, Kennedy Simon                        | 3'10"16 | Miglior prestazione personale stagionale                   |
| 4       | 8      | Polonia         | Karol Zalewski, Justyna Święty, Kajetan Duszyński, Natalia Kaczmarek              | 3'12"31 | Miglior prestazione personale stagionale                   |
| 5       | 7      | Giamaica        | Demish Gaye, Tiffany James, Karayme Bartley, Stacey Ann Williams                  | 3'12"71 | Miglior prestazione personale stagionale                   |
| 6       | 2      | Nigeria         | Samson Oghenewegba Nathaniel, Imaobong Nse Uko, Dubem Amene, Patience Okon George | 3'16"21 |                                                            |
| 7       | 1      | Italia          | Lorenzo Benati, Ayomide Folorunso, Brayan Lopez, Alice Mangione                   | 3'16"45 |                                                            |
| 8       | 5      | Irlanda         | Christopher O'Donnell, Sophie Becker, Jack Raftery, Sharlene Mawdsley             | 3'16"86 |                                                            |